# Maria Anna de Austria (1718-1744)
Arhiducesa Maria Anna Eleanor Wilhelmina Josepha de Austria (18 septembrie 1718 – 16 decembrie 1744) a fost Arhiducesă de Austria prin naștere și Prințesă de Lorena prin căsătorie. A fost sora mai mică a împărătesei Maria Tereza a Austriei.

## Primii ani

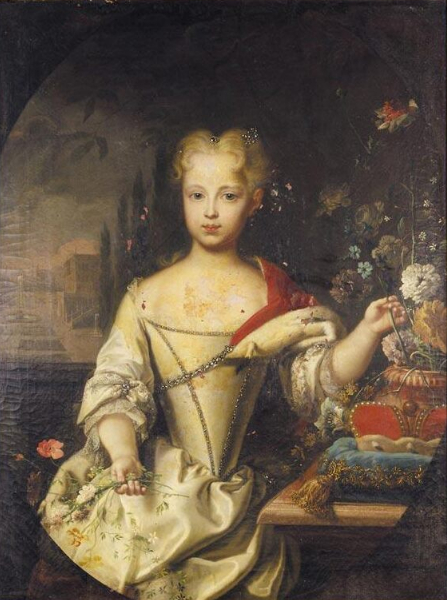
Prințesa Maria Anna de Austria

Maria Anna s-a născut la Palatul Hofburg din Viena. Nașterea ei nu a fost bine primită de tatăl său. Ea și sora ei Maria Tereza erau singurii copii ai împăratului Carol al VI-lea și ai Elisabeth Christine de Brunswick-Wolfenbüttel care au supraviețuit copilăriei. Cele două surori au fost crescute la Kaiserhof în Viena. În timpul tinereții sale ea și-a întâlnit viitorul cumnat Francis Stephen de Lorena și fratele său mai mic Karl Alexander de Lorena. Cele două prințese au crescut în Austria și au avut o bună educație; mama lor Élisabeth Charlotte d'Orléans stătea în Franța.
În 1725 se făceu negocieri cu regina Spaniei, Elisabeta de Parma, pentru ca Maria Anna să devină viitoare soție a lui Filip, Duce de Parma, care avea doar cinci ani. Uniunea trebuia să netezească relațiile cu Spania. O alianță dintre Spania și Austria a fost semnată la 30 aprilie 1725 și garanta Sancțiunea Pragmatică a Habsburgilor [care a permis Mariei Tereza la dreptul teritoriilor tatălui ei ca fiica cea mare], care a fost declarată pentru prima dată în 1713. Pe baza termenilor tratatului, Imperiul austriac a renunțat la toate pretențiile la tronul Spaniei. De asemenea s-a agreat că Spania ar putea invada Gibraltarul cu ajutorul austriecilor. În ciuda acestui fapt, Războiul anglo-spaniol a stopat ambițiile Elisabetei de Parma și cu semnarea Tratatului de la Sevilla (9 noiembrie 1729) planurile de căsătorie austro-spaniole au fost abandonate.
Maria Anna s-a îndrăgostit de Karl Alexander de Lorena, fratele mai mic al soțului Mariei Tereza, Francis Stephen. A existat o rezistență considerabilă la căsătoria lor, și nu în ultimul rând dorința tatălui ei pentru un ginere mai important din punct de vedere politic. Numai după decesul tatălui ei, Elizabeth Christine de Brunswick-Wolfenbüttel și-a dat acordul pentru căsătorie, care a avut loc la 7 ianuarie 1744 la Augustinerkirche. 
La câteva săptămâni după nuntă, cuplul a fost numit guvernatori ai Țărilor de Jos austriece succedând mătușii lor Arhiducesa Maria Elisabeta de Austria, care a murit în 1741. Cuplul a plecat de la Viena la 3 februarie și a sosit la Westwezel, un oraș din Țările de Jos austriece la 24 martie, unde au fost întâmpinați de către Karl Ferdinand von Koenigsegg-Erps. Karl Ferdinand era membru al Consiliului Suprem al Țărilor de Jos. Sosirea lor a fost întâmpinată cu multe sărbători; aceastea au inclus un Te Deum și mai multe baluri și banchete.
După numai două luni în Țările de Jos, soțul ei a trebuit să participe la războiul împotriva Prusiei, în timp ce Maria Anna, însărcinată cu primul copil, a rămas la Bruxelles și a fost ajutată politic de omul de stat contele Wenzel Anton Kaunitz-Rietberg.
În octombrie 1744 Maria Anna a născut un copil care a murit; ea nu și-a mai revenit și a murit la 16 decembrie 1744 din cauza dificultăților la naștere. Ambii au fost înmormântați în cripta imperială de la Viena. Karl Alexander nu s-a recăsătorit niciodată. El va rămâne guvernator până la moartea sa în 1780. A fost un guvernator foarte popular și a murit la Bruxelles.